# Медвенка
Медвенка (рос. Медвенка) — селище міського типу в Курській області Росії. Адміністративний центр Медвенського району.
Утворює однойменне муніципальне утворення селище Медвенка зі статусом міського поселення як єдиний населений пункт в його складі.
Розташоване на автодорозі М2 «Крим» за 26 км від Курська.

## Історія
Статус селища міського типу — з 1974 року.